# 국소 제타 함수
수론에서 국소 제타 함수(영어: local zeta function)는 어떤 다양체의 유한체에 대한 유리점들의 수에 대한 정보를 담는 생성함수다.

## 정의
유한체 {\displaystyle \mathbb {F} _{q}} 위의 대수다양체 {\displaystyle X/\mathbb {F} _{q}}가 주어졌다고 하자. 그렇다면 {\displaystyle \mathbb {F} _{q}}의 확대체 {\displaystyle \mathbb {F} _{q^{n}}}에 대한 유리점들의 수
{\displaystyle \#X(\mathbb {F} _{q^{n}})} ({\displaystyle n=1,2,3,\dots })
를 생각할 수 있다. 이 수열들을 다음과 같은 생성함수로 나타낼 수 있다.
{\displaystyle \zeta (X,s)=\exp \left(\sum _{m=1}^{\infty }{\frac {1}{m}}\#X(\mathbb {F} _{q^{m}})q^{-sm}\right)}
이를 대수다양체 {\displaystyle V}의 {\displaystyle \mathbb {F} _{q}}에 대한 국소 제타 함수라고 한다.
국소 제타 함수들을 곱하여, 대역적인 대상인 하세-베유 제타 함수를 정의할 수 있다.

## 같이 보기
- 베유 추측
- 타원곡선